# Chudenín
Obec Chudenín (německy Chudiwa) leží v okrese Klatovy, přibližně 21 km jihozápadně od Klatov. Západní okraj území obce se nachází na státní hranici s  Německem; je zde hraniční přechod Svatá Kateřina – Neukirchen beim Heiligen Blut. Obec se nachází v nadmořské výšce 478 metrů. Žije zde 713 obyvatel.

## Historie
První písemná zmínka o obci pochází z roku 1578.

## Pamětihodnosti
- Kaplička na návsi zasvěcena Panně Marii z roku 1834
- Památný strom Chudenínská lípa
- Jihozápadně od vesnice se nachází přírodní památka U Radošína. Do katastrálního území vesnice zasahuje také malá část přírodní památky Chodská Úhlava.

## Části obce
- Chudenín
- Fleky
- Hadrava
- Liščí
- Skelná Huť
- Suchý Kámen
- Svatá Kateřina
- Uhliště